# 中華民国国歌
中華民国国歌（ちゅうかみんこくこっか、繁: 中華民國國歌）は中華民国の国歌・中国国民党（国民党）の党歌である。歌詞の冒頭にちなんで三民主義歌（さんみんしゅぎか）とも呼ばれる。歌詞は、国父・国民党総理の孫文が1924年（民国13年）6月16日に黄埔軍官学校の開校式で述べた訓示の内容である。程懋筠がメロディを作曲し、1929年（民国18年）に国民党党歌として制定された。1930年（民国19年）からは暫定的な国歌としても使用され始め、1937年（民国26年）に正式に国歌として制定された。

## 歴史

### 北洋政府期の国歌
1912年（民国元年）1月1日に南京で中華民国臨時政府が成立した。教育総長の蔡元培は国歌を公募し、沈恩孚作詞・沈彭年作曲の「五族共和歌」が採用された。
1913年（民国2年）に袁世凱政権下で再び国歌の選定が行われ、『尚書大伝』収録の古歌にベルギー人作曲家のジーン・オーストンが曲を付けた「卿雲歌」が同年4月28日の国会開会時に国歌に制定された。1915年（民国4年）5月23日には袁世凱の大総統令で「中華雄立宇宙間」が新たな国歌とされたが、1921年（民国10年）に蕭友梅が新たに作曲した「卿雲歌」が再び国歌に制定された。

### 三民主義歌

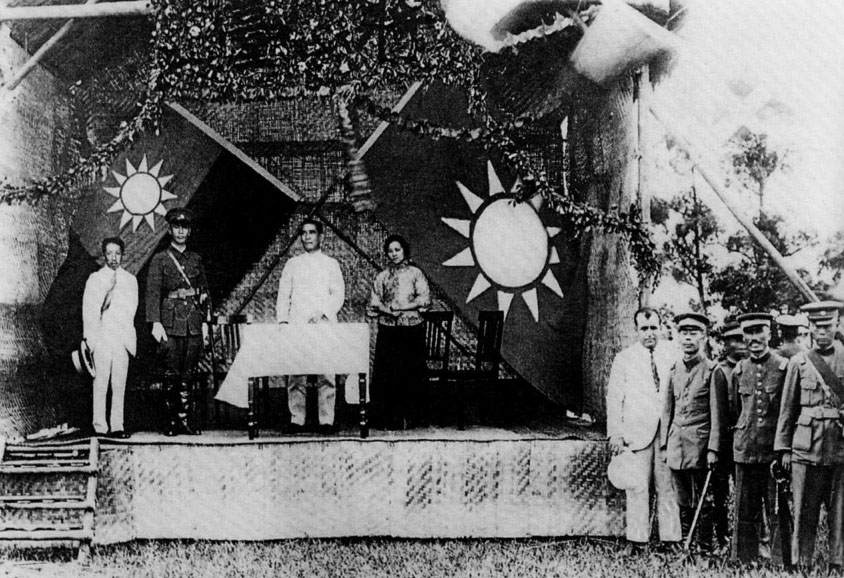
黄埔軍官学校の開校式の様子（壇上左から廖仲愷、蔣介石、孫文、宋慶齢）

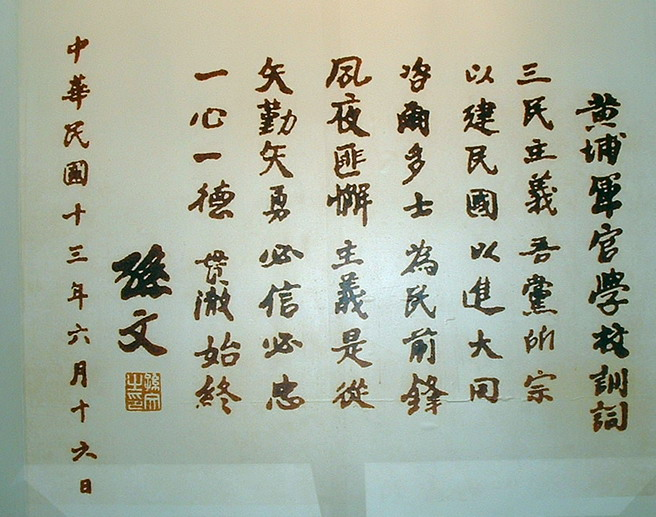
黄埔軍官学校訓詞

1924年（民国13年）6月16日、広州郊外の黄埔に設立された陸軍軍官学校（通称「黄埔軍校」）の開校式にて、中国国民党総理の孫文は訓示（通称「黄埔軍校訓詞」）を述べた。この訓示は胡漢民・戴季陶・廖仲愷・邵元沖が共同で起草したものである。
1926年（民国15年）7月2日、国民政府教育行政委員会の中央執行委員会で「請頒布国歌案」が可決され、正式な党歌・国歌制定までの間、フランス民謡「フレール・ジャック」に革命に関する歌詞を付けた「国民革命歌」を暫定的に代用すると規定した。
北伐完了後の1928年（民国17年）10月8日、国民党中央執行委員会常務委員会（中常会）の会議にて、戴季陶は「黄埔軍校訓詞」を国民党党歌の歌詞に採用することを提案した。この提案は可決され、国民党は曲を公募した。集まった139作品の中から程懋筠の作品が採用され、1929年（民国18年）1月10日に正式に党歌が制定された。
1930年（民国19年）2月、インドネシアの万鴉渡中華学校から国民政府に「党歌を国歌として代用することは可能か」との問い合わせがあった。これを受けて3月20日、国民政府行政院は第165号訓令を発布し、国歌が制定されるまでの間は国民党党歌を暫定的に代用するよう指示した。この発表の当初より「党歌を国歌として使うのは国民党の一党専制の象徴である」といった批判的な意見が国民から寄せられたが、国民党内でも「あくまで暫定的な措置であり、速急に正式な国歌を制定すべき」という意識は共有されていた。5月24日、教育部は8月末を締め切りとして国歌の歌詞の公募を開始した。期間内に合計714件の案が寄せられ、新たに設立された審査国歌委員会による審査を受けた結果、多くの作品が国歌にふさわしくないと判断された。このため教育部は何度かの募集期限延長を行ったが、最終的に応募案の中から国歌が採用されることはなかった。
1934年（民国23年）にも国歌の歌詞に関する議論が行政院や国民党中央政治会議で行われたが、結論に至ることなく立ち消えとなった。
1936年（民国25年）、国民政府は国歌編製研究委員会を設置して国歌の歌詞を公募したが、同委員会は最終的に「『黄埔軍校詞』は建国の精神を充分に表せており、これを正式に国歌とすべき」との結論を下した。1937年（民国26年）6月3日、国民党中常会は党歌を正式に国歌とすることを承認し、6月21日に国民政府は「中国国民党党歌を中華民国国歌とする」と発表した。
日中戦争中の1940年（民国29年）3月30日に汪兆銘が樹立し、日本の降伏に伴って1945年（民国34年）8月16日に崩壊した南京国民政府においても、三民主義歌が国歌として使用された。

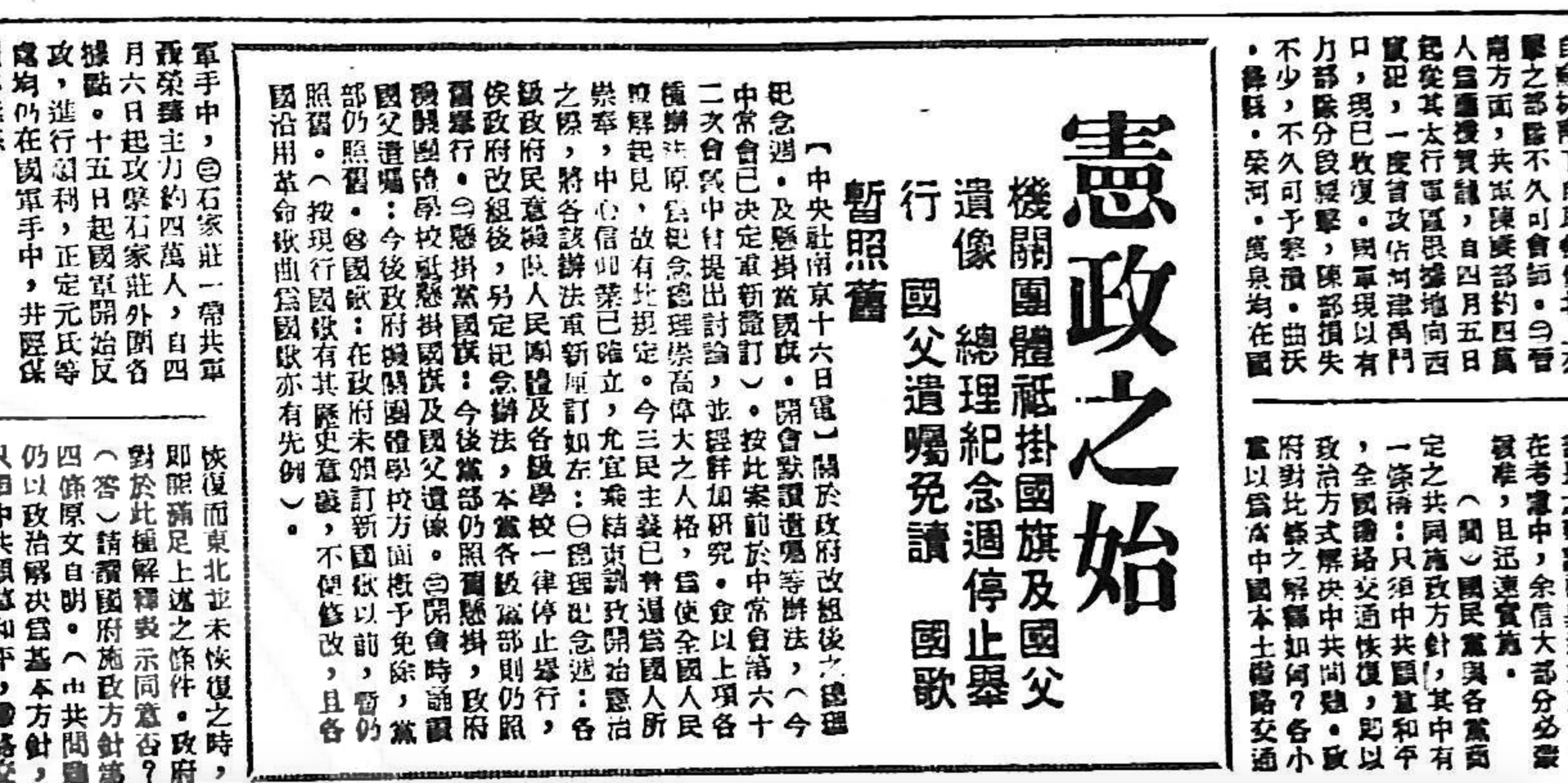
憲法施行後も現行の国歌を使用することが決定されたことを伝える新聞記事（1947年4月18日）

1947年（民国36年）12月25日に施行された「中華民国憲法」には国歌に関する規定が盛り込まれなかったが、憲法施行後も引き続き現行の国歌を使用することが国民党中常会によって決定された。

## 歌詞
| 中国語（繁体字） | 日本新字体表記 |  |
| --- | --- |  |
| 三民主義，吾黨所宗； 以建民國，以進大同。 咨爾多士，爲民前鋒； 夙夜匪懈，主義是從。 矢勤矢勇，必信必忠； 一心一德，貫徹始終。 | 三民主義、吾党所宗； 以建民国、以進大同。 咨爾多士、為民前鋒； 夙夜匪懈、主義是従。 矢勤矢勇、必信必忠； 一心一徳、貫徹始終。 |  |

### 発音
| 注音符号 | ウェード式 | 拼音 |
| --- | --- | --- |
| ㄙㄢ ㄇㄧㄣˊ ㄓㄨˇ ㄧˋ， ㄨˊ ㄉㄤˇ ㄙㄨㄛˇ ㄗㄨㄥ； ㄧˇ ㄐㄧㄢˋ ㄇㄧㄣˊ ㄍㄨㄛˊ， ㄧˇ ㄐㄧㄣˋ ㄉㄚˋ ㄊㄨㄥˊ。 ㄗ ㄦˇ ㄉㄨㄛ ㄕˋ， ㄨㄟˋ ㄇㄧㄣˊ ㄑㄧㄢˊ ㄈㄥ； ㄙㄨˋ ㄧㄝˋ ㄈㄟˇ ㄒㄧㄝˋ， ㄓㄨˇ ㄧˋ ㄕˋ ㄘㄨㄥˊ。 ㄕˇ ㄑㄧㄣˊ ㄕˇ ㄩㄥˇ， ㄅㄧˋ ㄒㄧㄣˋ ㄅㄧˋ ㄓㄨㄥ； ㄧˋ ㄒㄧㄣ ㄧˋ ㄉㄜˊ， ㄍㄨㄢˋ ㄔㄜˋ ㄕˇ ㄓㄨㄥ。 | San-min-chu-i, Wu-tang so-tsung; I-chien min-kuo, I-chin ta-t`ung. Tzu êrh to-shih, Wei min ch`ien-fêng; Su-yeh fei-hsieh, Chu-i shih ts`ung. Shih ch`in shih yung, Pi hsin, pi chung; Yi-hsin i-te, Kuan-ch`e shih-chung. | Sānmínzhǔyì, Wúdǎng suǒzōng; Yǐjiàn mínguó, Yǐjìn dàtóng. Zī ěr duōshì, Wèi mín qiánfēng; Sùyè fěixiè, Zhǔyì shì cóng. Shǐ qín shǐ yǒng; Bì xìn, bì zhōng; Yìxīn yìdé, Guànchè shǐzhōng. |

### 漢文訓読
三民主義ハ、吾黨ノ宗トスル所󠄁、

以テ民國ヲ建󠄁テ、以テ大同ニ進󠄁ム。

咨、爾多士、民ノ前鋒ト爲リ、

夙夜懈ラス、主義ニ是從フ。

勤󠄁ヲ矢ヒ、勇󠄁ヲ矢ヒ、必ス信シ、必ス忠ニシテ、

一心一德、貫徹始終󠄁ナレ。

### 大意
三民主義は、我らの指針。

これで民国を建設し、これで大同（＝世界平和）に進む。

ああ、あなた方多くの人々は、民の為の模範となり、

朝から夜まで怠けることなく、（三民）主義に従おう。

勤勉であれ、勇敢であれ。必ず信じ必ず忠実であれ。

心と美徳を一つにして、最後まで（三民主義を）貫徹しよう。
- 「三民主義」は孫文が発表した中国国民党の基本綱領であり、「中華民国憲法」第1条にも記載されている。
- 「民国」は、和製漢語の「共和国」に相当する漢文の語彙、英語「Republic」の訳語。この場合は当然「中華民国」を指す。
- 「咨」は、現代中国語では使用されなくなった感嘆詞である。
- 原文は韻文であり、全ての行の終わりが「ㄥ（/əŋ/）」で終わるように作詞されている。

### 「吾党」に関する論争
1937年6月21日に国民党党歌を正式に国歌とすることが発表された時、国民党中常会では「『吾党』の2字は国民党のことを指していると考える人がおり、これが党歌とは別に国歌を製作することが要求される原因となっているが、『吾党』は広義に解釈すれば『吾人（われわれ）』と同義であり、自ら民国を建てた総理（孫文）の訓詞を国歌とするのは全国の人民の敬慕に資するもので、最もふさわしい」と説明された。
1952年（民国41年）11月1日、国民大会代表の雷震は雑誌『自由中国』に「監察院之将来」と題した論文を掲載し、その文中で「党歌を国歌として使用することは極めて不適切であり、他党派の人々は『吾党所宗』という部分を歌うことに当然抵抗感を抱くであろう。この『吾党』は明らかに国民党を指し、国歌斉唱時に他党派の人々の感情を大いに毀損させる。国歌斉唱のたびに唇を微動だにせず木鶏のように立ちすくむ人々をよく見かける。国歌斉唱は誰にとっても楽しく幸せなイベントであるべきだ。国歌斉唱が皆を喜ばせることができず、反って心が傷つく人がいるとすれば何と愚かなことだろう。共産党はもちろんのこと、どのような党が政権を握ったとしても、このような排他的な国歌は許容されないであろう」と、国民党党歌を国歌として使用され続けている現状を批判した。
1957年（民国46年）9月24日、立法委員の李祖謙は立法院の質問時間にて国歌について行政院に質問を提出し、「国歌の歌詞に『吾党』という語が含まれているのは少々強権的であり、国際宣伝と国内での認識のいずれにおいても到底正当化できない」として、充分な配慮を政府に要求した。これに対し、教育部長の張其昀は「国歌の『吾党』という語の意味するものは『論語』における用法（『仲間』という意味）と同じであり、この場合は『全ての国民』を意味する」と説明した。
国立編訳館は「『吾党』は『私たち』という意味であり、国歌においては『全ての国民』のことを指す」「『吾党』という語は政党の概念が誕生するはるか前から使われている。例えば『論語』子路篇に『葉公語孔子曰"吾党有直躬者，其父攘羊，而子證之。"（葉公が孔子に"私の村に正直者の躬という人がおり、その父が羊を盗んだ時、子は正直に訴え出ました。"と言った。）』」、唐の賈島の詩に『何時臨澗柳，吾党共來攀（柳の木が川に来たら、私たちは一緒に登りる。）』、韓愈の『山石』に『嗟哉吾党二三子，安得至老不更歸。（ああ、わたしの仲間の二、三人よ、どうして歳を取ってなおまた隠棲できないのか。）』とある。これらでの『党』は仲間・友達などの気が合う人たちを意味する」と解釈している。
1978年（民国67年）12月5日に台北市の中山堂で開催された党外活動家主催のシンポジウムの冒頭での国歌斉唱時、司会の蕭裕珍が「吾党所宗」の部分を「吾民所宗」と歌うよう求めた。この行為に反発した一部出席者が抗議し、会場は一時混乱状態となった（中山堂事件）。
武昌起義発生から100周年にあたる2011年（民国100年）10月10日の国慶日（双十節）、民主進歩党（民進党）政権下の台南市政府で行われた国旗掲揚式に市長の頼清徳や党主席の蔡英文が出席したが、国歌斉唱時に冒頭の「三民主義，吾党所宗，以建民国」の部分を2人とも歌わず、その次の「以進大同」から歌い始めた。中華民国の建国100周年にあたる2012年（民国101年）1月1日の開国紀念日にも台南市政府で国旗掲揚式が実施されて蔡英文も出席したが、この時も蔡英文・頼清徳ともに国歌の冒頭の3句を歌わなかった。2015年（民国104年）の双十節の祝賀式典には、当時翌年の総統選挙での候補であった蔡英文は民進党所属の地方首長・議員らと共に出席したが、この時も「吾党所宗」の部分を歌わなかった。また、同日に台中市と台南市で行われた国旗掲揚式においても、林佳龍（台中市長、民進党所属）と頼清徳は「吾党所宗」の部分を歌わなかった。
総統選挙に勝利した蔡英文は、2016年（民国115年）5月20日の総統就任式典において「吾党所宗」の部分を含む全ての歌詞を歌った。以降も式典での国歌斉唱時には全歌詞を歌っており、総統退任後の2024年（民国113年）の双十節祝賀式典でも、同じく元総統である陳水扁と共に全歌詞を歌った。また、蔡英文の後任として総統になった頼清徳も、総統就任式典において国歌の全歌詞を歌った。

## 使用状況

### 台湾地区（台澎金馬）
1945年（民国34年）の台湾光復以降、台湾でも中華民国国歌が使用されるようになった。
国歌は国旗の掲揚式において演奏されるが、掲揚と同時ではなく掲揚前に演奏され、その後「中華民国国旗歌」の演奏と共に掲揚が行われる。1991年（民国80年）6月29日に「違警罰法」が廃止される以前は、同法第58条の規定により、国歌斉唱時に起立しなかった者には20銀元（60新台湾ドル）の罰金または戒告が課されていた。
1952年、台湾省政府教育庁は映画館において映画の上映前に国歌の映像を上映することを義務付けた。しかし、1988年（民国77年）9月13日に宜蘭県長の陳定南が「法的根拠がない」として宜蘭県内の各映画館に国歌上映を中止するよう命令したことを皮切りに、1990年代以降に徐々に廃止されていった。ラジオ放送においても毎日の放送開始・終了時に国歌が流され、テレビ放送でも1990年代以前の台湾電視・中国電視・中華電視は毎日の放送開始・終了時に「奏国歌時，請保持粛静（国歌の演奏中はご静粛にお願いします）」というメッセージと共に国歌の映像が放映されていたが、近年は終日放送が増えたことも相まって、放映される日が減少している。

### 大陸地区（中華人民共和国）
中華人民共和国は中華民国が1949年に滅亡したとみなし、自らが中華民国を継承する国家であると主張しているため、公の場で中華民国国歌が演奏されることはない。国務院台湾事務弁公室が2002年に制定、2016年に改訂したガイドラインである「関于正確使用渉台宣伝用語的意見」の第1条では、「1949年10月1日以降の台湾地区の政権に対して『中華民国』という用語を使用してはならず、『台湾当局』『台湾方面』などと呼ばなければならない」「中華民国の紀年法・旗・紋章・歌を使用してはならない」などと規定されている。
2000年（民国89年）5月20日、陳水扁の中華民国総統就任式典にて、中華民国の歌手である張惠妹が中華民国国歌を独唱したが、この行為を不満を抱いた中華人民共和国政府は、彼女の中国大陸における活動を2年間にわたって妨害し続けた。

### 国際的な場
1936年に開催されたベルリンオリンピックにて、中華民国国歌は「世界最高の国歌」として表彰を受けた。
2005年、グレナダは中華民国と断交し、中華人民共和国との国交を樹立した。グレナダは中華人民共和国の援助を受けて2007年にスタジアムを建設し、完成式典に中華人民共和国からの代表団を招待したが、式典中に誤って中華人民共和国国歌（義勇軍進行曲）ではなく中華民国国歌が演奏されるという事態が発生し、中華人民共和国代表団を困惑させた。
2007年8月、日本の徳島県徳島市で開催されたバスケットボール男子アジア選手権のチャイニーズタイペイ対日本戦にて、誤って中華民国国歌が演奏された。これを受けて中華人民共和国外交部アジア局の責任者は駐日中華人民共和国大使館職員と緊急会見を開き、「『中日共同声明』など中日間の3つの政治文書の精神に著しく背き、中国台北の競技会参加に関する国際オリンピック委員会の規定にも違反している」として強く抗議し、再発防止を求めた。